# Dinòmenes de Siracusa
Dinòmenes (en llatí Deinomenes, en grec antic Δεινομένης) fou un dels guàrdies personals de Jerònim de Siracusa, que es va incorporar a un complot contra la vida del seu cap.
Quan Jerònim va marxar contra Leontins amb 15.000 homes amb la intenció de conquerir-la i ocupar tota l'illa de Sicília, en el moment en què va arribar prop del lloc on els conspiradors l'esperaven, Dinòmenes, amb una excusa, va separar al rei de la guàrdia, i així ell i els altres els assassins el van poder matar (215 aC). Alguns guàrdies es van llençar contra Dinòmenes però es va escapar amb ferides lleus i poc després va ser elegit un dels generals pels siracusans, juntament amb Sòpater, un altre conspirador.